# Escudo de Barbolla
El escudo de Barbolla es el símbolo más importante de Barbolla, municipio de la provincia de Segovia, comunidad autónoma de Castilla y León, en España. 

## Descripción
El escudo de Barbolla fue oficializado el 14 de enero de 1998, y su descripción heráldica es:

«Escudo partido. Primero, de oro con una fuente de piedra, de la que mana abundante agua. Segundo, de gules con un castillo de oro, almenado, mazonado de sable y aclarado de azur, acompañado de dos llaves de plata, una a cada flanco, timbrado de la Corona Real Española.»
Boletín Oficial de Castilla y León nº 64/2000